# Corsarisme balear
El corsarisme balear va ser una activitat marítima basada en la iniciativa de particulars, proveïts d'una patent o autorització de llur govern, contra les naus enemigues, en cas d'estat de guerra, o contra naus amigues, en cas d'execució d'una represàlia. La mar Mediterrània ha estat un dels àmbits on el cors s'ha desenvolupat des de temps més antics i amb més intensitat. La guerra en cors fou gairebé constant entre musulmans i cristians durant segles, i tant els barbarescs com els cristians hi practicaren el corsarisme. Les guerres amb Gènova i amb Castella dels s. XIV i XV també determinaren una florida dels armaments en cors, que sovint causaren grans perjudicis a la navegació comercial. En els segles xiv i xv foren corsaris famosos el noble catalanosicilià Guillem Ramon de Montcada, els nobles valencians Rodrigo Díez i Jaume de Vilaragut, el mallorquí Arnau Aimar, els castellans Diego de Valderrama ''Barrassa'' i Pero Niño, i al s. XVI, edat d'or dels corsaris barbarescs, Barba-rossa i Dragut en foren els més temuts. Entre els corsaris mediterranis cristians destacaren els mallorquins, els eivissencs, els napolitans, els sards, els maltesos i els toscans. En tot cas, la marina balear per una banda patí molt els atacs de pirates i corsaris musulmans, castellans, francesos, anglesos, etc,, i alhora el corsarisme balear, sobretot en els segles XVIII i primers anys del XIX, fou potent i temut pels navegants i corsaris d'altres indrets.

## Àmbit territorial del cors balear
L'acció corsària balear ultrapassava Malta cap a llevant i arribava a Gibraltar. La seva captura principal varen ser naus de cabotatge sota bandera francesa, tot i que causaren grans danys al comerç genovès i barbaresc. Corsaris eivissencs, com Antoni Pavias Tut, travessaren Gibraltar i arribaren a l'Atlàntic.

## El corsarisme mallorquí
El cors a Mallorca va tenir la seva edat d'or en el segle xvii, gràcies a les guerres entre la monarquia espanyola i la francesa, quan la navegació en cors augmentà la seva importància i esdevingué un negoci molt retent. Entre 1640 i 1652 els corsaris mallorquins ajudaren la causa reial davant la revolta catalana de la Guerra dels Segadors. Feren el mateix en la lluita contra la rebel·lió de Messina. En aquesta època actuà l'anomenada Esquadra de Mallorca, formada per cinc vaixells i una tripulació d'unes set-centes persones, sovint dirigida pel comandant Pere Fleixes.

### Capitans corsaris mallorquins
| - Pere Fleixes. Home que sap governar amb seny i valor, que va comandar l'Esquadra de Mallorca. - Jaume Canals - Jaume Ballester. Capità dels patatxos Sant Antelm, Nostra Senyora del Roser i de la fragata Santa Teresa. - Antoni Barceló i Pont de la Terra - Josep Cordilla - Joan Sastre - Antoni Pisà - Bernat Calafat. El juny de 1684 capturà un vaixell algerí amb un carregament de 8.010 càrregues de roba i mercaderies, amb 56 persones entre tripulants i passatgers. - Jaume Llorenç | - Antoni Morrelles - Fèlix Seró - Lluís Soler - Onofre Castany. Capità de la sagetia Puríssima Concepció amb 43 canons, 26 pedrers i 130 homes. - Bernadí Estarelles - Miquel Palerm - Joan i Francesc Servera - Francesc Torres Valentó |

### Patrons corsaris mallorquins
| - Nadal Espinosa - Francesc Castellanos - Josep Pujol - Pere Roca - Joan Totosaus - Joan Vilasclars. Capità del bergantí Sant Antoni de Pàdua, de 25 pedrers i 75 homes. | - Esteve Bru - Josep Gibert. Capità de les satgeties Puríssima Concepció i Nostra Senyora del Remei les dues armades amb canons i pedrers. - Miquel Fàbregues Bandejat - Antoni Sanxo Cama de Moro - Bartomeu Barceló Xirimia. Patró de la fragat Nostra Senyora del Roser amb 6 pedrers i 48 homes. |

### Els armadors
| - Jaume Ballester. - Joan Baptista Sunyer. - Martí Perelló. - Pau Delaiet. - Jacint Blanco. - Esteve Conrado. | - Gabriel Xambó. - Germans Gabriel i Jordi Campaner - Joan Miquel Sureda - Pere de Santacília i Pacs - Ramon Despuig |

## El corsarisme eivissenc
Ja Pere el Cerimoniós concedí guiatge al corsari eivissenc Pere Bernat per la seva labor en la guerra contra Castella. autoritzant-lo a armar en cors la galera Sant Salvador que havia pres als castellans. A finals el segle xv qui tenia una nau armada en cors era Antoni Tur. És en el segle xvi quan la pirateria barbaresca assota més fort les illes i en el XVII ja fa sentir la reacció corsària, en especial contra les naus algerines i nord-africanes però també genoveses, franceses i d'altres indrets. En el XVIII la lluita segueix i continua la persecució de naus algerines, angleses, venecianes, franceses. D'aquesta darrera època són la majoria de noms que ens han perviscut.

### Capitans corsaris eivissencs
| - Bartomeu Palau. El maig de 1762 amb el xabec Dolç nom de Jesús apressà un xabec algerí prop de Portmany. - Mateu Calvet Ros. El 1739 va sostenir un violent combat contra una nau mora en el canal entre Mallorca i Menorca. - Jaume Planells. Prengué part en l'expedició contra Orà de 1739. - Joan Ramon. Formà part de l'estol corsari del Capità Toni amb el xabec Sant Crist de Santa Creu. - Vicent Ferrer Soler. Capturà diversos vaixells moros amb el Sant Joan. - Salvador Grisald Prats. Amb el Nostra Senyora de la Soledat capturà tres embarcacions barbaresques a les costes de Barbaria. - Pere Sala. El 1797 capturà a l'abordatge el vaixell anglès Brik Unduanted, de 14 canons, rescatant el bergantí català Jesús Natzarè, presoner del vaixell anglès. - Joan Ros. El 1799, prop de l'illa Espardell, capturà un bergantí venecià. El 1801 mantengué un dur combat amb un corsari anglès. - Pau Marí Prats. El 1800 apressà el corsari anglès Rl. Roch. El 1811, a les costes de Vilanova i la Geltrú, alliberà el bergantí català El Carme que havia estat capturat pel vaixell francès Fortune. - Antoni Pujol Torres. El 1800 alliberà el llaüt vaelncià Sant Bonaventura, que havia estat capturat per un xabec anglès. | - Marc Riquer Palau. El 1807 alliberà el falutx mallorquí Verge del Carme que havia estat capturat, prop de Santanyí, pel corsari anglès Envidia. El 1813 capturà un comboi de set naus franceses. El juliol del mateix any sostingué, davant Benicarló, un fort combat amb dues naus franceses. - Antoni Pavias Tur. El 1801 davant Oropesa sostingué un combat amb un bergantí anglès. El 1808, prop d'Oporto, sortí airós d'un altre combat amb un vaixell anglès. Poc després capturà un bergantí anglès, també a l'Atlàntic. El 1811 alliberà un bergantí de Cadis capturat per una balandra francesa. - Antoni Riquer i Arabí. Gran corsari eivissenc que el 1806 capturà el vaixell anglès Felicity del capità Michael Neveli El Papa. - Mari`Salleres Serra. El 1806, amb el xabec Santíssima Trinitat, alliberà un falutxo espanyol que els anglesos havien capturat davant Almeria. - Gabriel Sala Medina. Amb el xabec Verge del Roser i Sant Josep apressà una goleta enemiga davant Cartagena. - Miquel Cruz. El 1811 aconseguí capturar la polacra anglesa Hamfis. |

### Memòria dels corsaris eivissencs
En el Port d'Eivissa hi ha un monument que recorda els heroics mariners del cors eivissenc, en la mesura en què tengueren una contribució decisiva en la lluita contra la pirateria nord-africana.